# 国際総合健康専門学校
学校法人国際学院国際総合健康専門学校（こくさいそうごうけんこうせんもんがっこう）は神奈川県伊勢原市にある専門学校で整体療術（康復術）の教育を行う。
1978年（昭和53年）、横浜で整体療術師養成専門校国際療術学院として設立する。1998年（平成10年）、現在の校名に変更する。

## 概要

### 所在地
- 神奈川県伊勢原市善波

### 学校概要
2年制の学校で約1,815の整体教育をし、整体療術師の免許を習得できる。公的な資格ではないが、卒業後、NPO国際康復療術協会の一員となれる。内閣府の認証は得ているが、厚生労働省の許可を得ていない。